# Glenbryn
Glenbryn är ett område i norra Belfast i Nordirland.
Konflikten i Nordirland har drabbat området hårt. Då Glenbryn gränsar till katolska Ardoyne  har det varit många stridigheter här. ett exempel är Holy Cross-kravallerna 2001-2003.